# 케다르펠타

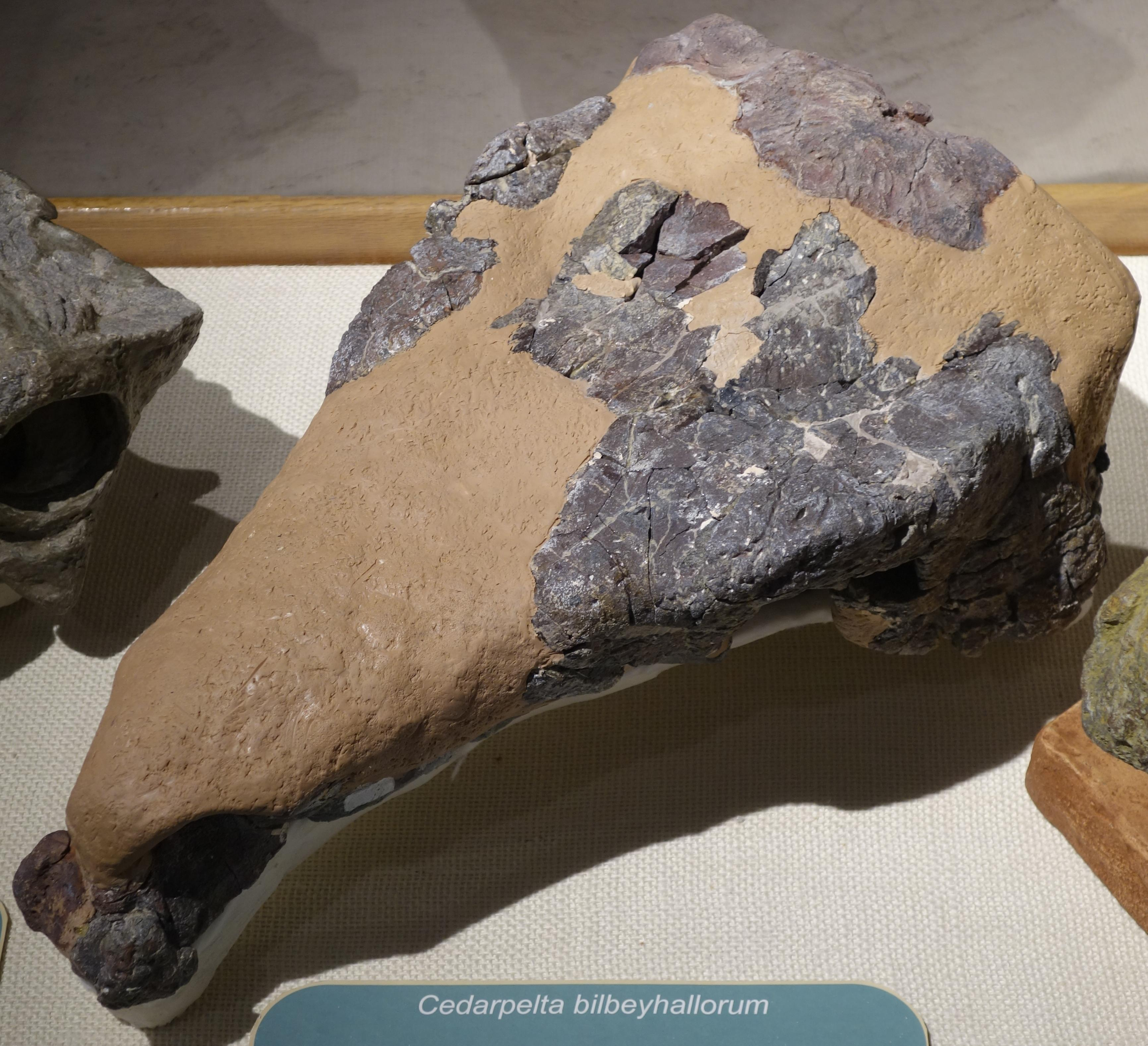

케다르펠타(Cedarpelta)는 몸길이 7m, 몸무게 5t의 오늘날, 백악기 전기 미국에서 서식한 곡룡하목의 초식공룡이다.